# Исая Мажовски
Исая Радев (Радулов) Мажовски е български строител и зограф, представител на Дебърската художествена школа. Мажовски се занимава и активно с обществена дейност, свързана с освобождението на Македония. В своята книга „Възпоменания“ застъпва тезата, че древните македонци са славяно-българи.

## Биография
Исая Мажовски е роден на 9 март 1852 година в мияшката паланка Лазарополе, Дебърско, Македония. Завършва църковно училище в Лазарополе.

### Художествена дейност
Заедно с братята си Иван Мажовски, Яков Мажовски и Йосиф Мажовски учи иконопис при баща им Радул Мажовски. Работи като зограф заедно с братята си Яков и Йосиф в Битолско, Ресенско и Охридско. С братята си Йосиф и Иван рисува иконите в „Света Петка“ в Горна Белица и „Свети Никола“ в Радожда. В църквата „Свети Николай“ в Стъргел Исая изписва заедно с брат си Яков в 1881 година. Надписът на царските двери гласи: 
| „                                  | Съождивението на г. Ристо Ценко ѿ село Горно Камарци за тѣлесъное здравѣ со домъ и чадомъ и за памѧтъ своей мати Стоѧка, 1881 ноемвриѧ 5 из рȢки зографи Йѧкова со смирени брата Исака Радеви изъ диборска держава отъ село Лазарополе.“ | “ |
| „Възпоминания“, София, 1922 година | |   |

 Двамата братя работят и в църквата „Свети Теодор Тирон“ на село Буново, Пирдопско, където им помага Русалим Дичов.
След зографството Исая Мажовски се занимава активно със строителна дейност. Построява църквата „Възнесение Господне“ в Бежаново, Ловешко.

### Обществено-политическа дейност
Заминава за Зографския манастир на Света гора, където престоява два месеца и се сближава с йеромонах Натанаил и с него пътува до Санкт Петербург за празника на Кирил и Методий на 11 май 1867 година, организиран от общославянски комитети. В Русия пред голяма част от руските дипломати и военни, и при няколкото срещи с руските царе, многократно изтъкват нуждата българският народ да бъде освободен чрез война. Мажовски се среща с руския цар Александър ІІ.
След две години в 1869 година Мажовски се среща с руския посланик в Цариград Николай Игнатиев. Участва в конституирането на Българската екзархия в 1870 - 1871 година. Завръща се в Лазарполе на 20 април 1871 година. До 1873 година развива дейност против гръцкия дебърски владика Антим и се опитва на негово място да доведе владика на Българската екзархия. Наклеветен от гръцкия владика, е арестуван и един месец лежи в битолския затвор. Бяга в Албания, където другарува с албански революционери. В 1874 година присъства на албанския конгрес в Призрен.
След като Македония е оставена в Османската империя от Берлинския конгрес през 1878 година, Мажовски развива усилена дейност в полза на поробените българи. В 1885 година заминава за Русия и по пътя в Букурещ се среща с руския дипломат Михаил Хитрово. В Русия участва в тържествата по повод 1000-годишнината от смъртта на Свети Методий в Санкт Петербург. На 12 май се среща в Царско село с Александър ІІ и му предава молба от името на „македонския старословенски народ от Дебър и Кичево“. В 1886 година участва в Македонския комитет в София. В 1887 година информира Хитрово в Букурещ за обща македоно-албанска акция „за свободата и независимостта на двете страни – Македония и Албания“. В 1888 година заминава за Киев за празненствата по повод 900-годишнината от кръщението на русите и контактува с лидерите на славянофилите.
При връщането си отново установява контакти с албански лидери от Тирана, води ги в София и ги връща назад. В 1889 година е арестуван в Лазарополе, осъден на 7 години и заточен в Беяс куле до 1894 година. Помилван се връща в София. Пише в Белград за пари, с които да отвори „сръбско-арнаутско училище“ в Дебърско. Заминава за Белград и през април 1895 година излага идеята си пред сръбския външен министър. На 6 декември се прибира в Лазарополе, но е обвинен като бунтовник и му се налага да се опрадвава пред пашата в Дебър. В 1896 г. бяга нелегално в Кюстендил и оттам пак заминава за Санкт Петербург, където в 1897 г. подава молба до Николай ІІ от името на „клетите македонски словенобългари“. През май 1897 година предава в светия синод на Руската православна църква един стар ръкописен миней и влиза в диспус със сръбския посланик в Русия Сава Груич в присъствието на Константин Победоносцев и професор Плетньов, твърдейки, че „ние сме старославянски народ, преселени от Майка Велика Русия в Македония много по-напред от българите и от сърбите, но говорът ни е по-близо до българския и освен това ние се смятаме за духовни чеда на Светата Българска екзархия“.
През 1899 г. се връща в България и се заселва в Плевен. Жени се за съпругата си Дунава, с която има трима сина - Петър, деец на ВМОРО, Раде и Васил, и дъщеря Невена. В 1901 година предлага на председателя на ВМОК Борис Сарафов „да се определят македонски делегати, които да заминат във всички големи държави, за да работят за провъзгласяване на самостойността на поробена и измъчена Македония“, особено в Русия, „защото сърбите денонощно работят и настояват в Петербург да ни изкарат старосърби“. Сарафов му отговаря, че са пращани делегати в Русия, но тя не иска и да чуе за Македония.
След Младотурската революция в 1908 година отново посещава родния си край и пътува в Албания, за да организира българо-албанска антитурска акция. След това се завръща в България. През 1922 година издава своите спомени.
Исая Мажовски умира през 1926 година в Угърчин, България, когато строи местното училище.

## Цитати
| „ | Великата славянска Русия при царуването на руския, император Александра II-Освободител на България и на другото поробено славянство, в 1854 година е била изпратила учения руски писател М. П. Погодина да споходи всичките поробени славянски народил за да узнае от къде са родом славянските просветители светите братя Кирил и Методий... [Той] успел да се напълно увери, че двете велики славянски светила, нашите просветители светите Кирил и Методий са българи и родом от българския град в Македония Солун. | “ |

| „ | Многоуважаеми господа, македонският старославянски народ още преди 2500 години е доведен в Македония от цар Карана, който както цар Филипа и цар Александър е бил чист славянин; но повече от 500 години са се изминали откакто Македония и македонският стар славянски народ с потиснати и се намират под тежкия турски ярем. Ние, клетите македонци пъшкаме и плачем, но никой не щет и да чует, па даже и самите наши братя ни пречат. Братя славяни, македонският славянски народ е обвит от най-люти и отровни змии, той се дави и измъчва от най-люти и неумолими зверове. | “ |

| „ | Тогава отидох в Славянското благотворително общество, председател на което тогава беше граф Саблер. След малко дойде и професор Плетнев от Духовната Академия и други двама членове на обществото. Подадох молбата на графа Саблер, той взе тая молба, прочете я пред членовете на Славянското благотворително общество и ме попита от каква народност съм, сърбин или българин, и кой ми е духовният началник, патриархът ли или екзархът. Отговорих им, че ние сме македонски славяно-българи, а не сърби, та затова считаме за свой духовен глава екзарха, а не патриарха... Едва след 18 дена ме повикаха в Светия Синод, гдето като отидох, влезнах в стаята в която заседаваше Синодът. Там се беха събрали: Петербургският Митрополит, двама архимандрити, Победоносцев и двама цивилни членове на синода, а именно генерал Гесей и професор Плетнев… Започнаха да ме питат от каква народност сме-сърби или българи, и кого считаме за наш духовен началник. Отговорих им, че ние сме старославянски народ, преселени от майка Велика Русия в Македония много по-напред от българите и от сърбите, но говоря ни е по-близо до българския, па освен това, ние считаме себе си за духовни чада на светата българска Екзархия, па и затова сме подали молба на Негово Императорско Величество за да ни помогне с мощното си покровителство да се сдобием с екзархийски владика... Такава грозна е съдбата на вековната робиня Македония и на изтощения и измъчен македонски славяно-български народ, който пъшка и се терзае от пет века насам под ужасния и тежък турски ярем, па още се намират наши братия православни, които на всека стъпка ни пречат, като че искат да ни сгазят и да погребат за винаги и самото име на нашата вековна мъченица робиня Македония. Ето например, Гърция беше погазила и даже погребала паметта на нашите братия и славяно-български просветители свети Кирил и Методи, не стига това, но в злобата си, гръцкото духовно началство си беше позволило осъдителната постъпка да изгори всичките църковни славянски книги в Македония и в България. | “ |

- Мажовски, Исайя Радевъ. Вѫзпоминания.   София, Печатница на Ив. К. Божиновъ, 1922.
- Петър Исаев като четник в дебърска носия
- Васил Исаев като български войник
- Раде Исаев като ученик в Плевен

## Родословие
|  |  |  |  |  |  |  |  |  |  |  |  |  |  |  |  |  |  |                                    |                                    |                                    |                                    |                                    |                                    |  |  |                                   |                                   |                                   |                                   | Радул Кузманов Мажовски (1808 – 1859) |                                   |  |  |                                   |                                   |                                   |                                   |                                   |                                   |  |  |                                |                                |                                |                                |                                |                                |  |  |  |  |  |  |
|  |  |  |  |  |  |  |  |  |  |  |  |  |  |  |  |  |  |                                    |                                    |                                    |                                    |                                    |                                    |  |  |                                   |                                   |                                   |                                   |                                       |                                   |  |  |                                   |                                   |                                   |                                   |                                   |                                   |  |  |                                |                                |                                |                                |                                |                                |  |  |  |  |  |  |
|  |  |  |  |  |  |  |  |  |  |  |  |  |  |  |  |  |  |                                    |                                    |                                    |                                    |                                    |                                    |  |  |                                   |                                   |                                   |                                   |                                       |                                   |  |  |                                   |                                   |                                   |                                   |                                   |                                   |  |  |                                |                                |                                |                                |                                |                                |  |  |  |  |  |  |
|  |  |  |  |  |  |  |  |  |  |  |  |  |  |  |  |  |  | Йосиф Радев Мажовски (1845 – 1919) | Йосиф Радев Мажовски (1845 – 1919) | Йосиф Радев Мажовски (1845 – 1919) | Йосиф Радев Мажовски (1845 – 1919) | Йосиф Радев Мажовски (1845 – 1919) | Йосиф Радев Мажовски (1845 – 1919) |  |  | Яков Радев Мажовски (1848 – 1920) | Яков Радев Мажовски (1848 – 1920) | Яков Радев Мажовски (1848 – 1920) | Яков Радев Мажовски (1848 – 1920) | Яков Радев Мажовски (1848 – 1920)     | Яков Радев Мажовски (1848 – 1920) |  |  | Исая Радев Мажовски (1852 – 1926) | Исая Радев Мажовски (1852 – 1926) | Исая Радев Мажовски (1852 – 1926) | Исая Радев Мажовски (1852 – 1926) | Исая Радев Мажовски (1852 – 1926) | Исая Радев Мажовски (1852 – 1926) |  |  | Иван Радев Мажовски (1856 – ?) | Иван Радев Мажовски (1856 – ?) | Иван Радев Мажовски (1856 – ?) | Иван Радев Мажовски (1856 – ?) | Иван Радев Мажовски (1856 – ?) | Иван Радев Мажовски (1856 – ?) |  |  |  |  |  |  |